# Halowe Mistrzostwa Europy w Lekkoatletyce 1980 – bieg na 60 m mężczyzn
Bieg na 60 metrów mężczyzn – jedna z konkurencji biegowych rozgrywanych podczas halowych lekkoatletycznych mistrzostw Europy w hali Glaspalast w Sindelfingen. Eliminacje, półfinały i bieg finałowy zostały rozegrane 1 marca 1980. Zwyciężył reprezentant Polski Marian Woronin, który tym samym obronił tytuł zdobyty na poprzednich mistrzostwach. Christian Haas z Republiki Federalnej Niemiec ustanowił w półfinale nieoficjalny halowy rekord Europy wynikiem 6,55 s. Wyniki Ronalda Desruellesa z Belgii, który doszedł do półfinału, zostały następnie unieważnione z powodu wykrycia w jego organizmie niedozwolonej substancji (dianavitu).

## Rezultaty

### Eliminacje
Rozegrano 3 biegi eliminacyjne, do których przystąpiło 15 biegaczy. Awans do półfinału dawało zajęcie jednego z pierwszych trzech miejsc w swoim biegu (Q). Skład półfinałów uzupełniło trzech zawodników z najlepszym czasem wśród przegranych (q).
Opracowano na podstawie materiału źródłowego.
Bieg 1
| Miejsce | Zawodnik           | Czas | Uwagi |
| ------- | ------------------ | ---- | ----- |
| 1       | Nikołaj Kolesnikow | 6,70 | Q     |
| 2       | Werner Bastians    | 6,73 | Q     |
| 3       | Ronald Desruelles  | 6,76 | DQ    |
| 4       | Jerzy Brunner      | 6,80 | q     |
| 5       | Gilles Échevin     | 6,94 |       |

Bieg 2
| Miejsce | Zawodnik           | Czas | Uwagi |
| ------- | ------------------ | ---- | ----- |
| 1       | Christian Haas     | 6,61 | Q     |
| 2       | Andriej Szlapnikow | 6,71 | Q     |
| 3       | Josep Carbonell    | 6,80 | Q     |
| 4       | Zenon Licznerski   | 6,82 |       |
| 5       | Roland Jokl        | 6,99 |       |

Bieg 3
| Miejsce | Zawodnik          | Czas | Uwagi |
| ------- | ----------------- | ---- | ----- |
| 1       | Marian Woronin    | 6,62 | Q     |
| 2       | Aleksandr Aksinin | 6,67 | Q     |
| 3       | Gianfranco Lazzer | 6,74 | Q     |
| 4       | Friedhelm Heckel  | 6,78 | q     |
| 5       | Franco Fähndrich  | 6,81 | q     |

### Półfinały
Rozegrano 2 biegi półfinałowe, w których wystartowało 12 biegaczy. Awans do finału dawało zajęcie jednego z trzech pierwszych miejsc w swoim biegu (Q).
Opracowano na podstawie materiału źródłowego.
Bieg 1
| Miejsce | Zawodnik           | Czas | Uwagi |
| ------- | ------------------ | ---- | ----- |
| 1       | Christian Haas     | 6,55 | Q,    |
| 2       | Nikołaj Kolesnikow | 6,62 | Q     |
| 3       | Andriej Szlapnikow | 6,65 | Q     |
| 4       | Ronald Desruelles  | 6,72 | DQ    |
| 5       | Friedhelm Heckel   | 6,75 |       |
| 6       | Jerzy Brunner      | 6,78 |       |

Bieg 2
| Miejsce | Zawodnik          | Czas | Uwagi |
| ------- | ----------------- | ---- | ----- |
| 1       | Aleksandr Aksinin | 6,56 | Q     |
| 2       | Marian Woronin    | 6,63 | Q     |
| 3       | Gianfranco Lazzer | 6,68 | Q     |
| 4       | Werner Bastians   | 6,71 |       |
| 5       | Franco Fähndrich  | 6,78 |       |
| 6       | Josep Carbonell   | 6,80 |       |

### Finał
Opracowano na podstawie materiału źródłowego.
| Miejsce | Zawodnik           | Czas |
| ------- | ------------------ | ---- |
| 1       | Marian Woronin     | 6,62 |
| 2       | Christian Haas     | 6,62 |
| 3       | Aleksandr Aksinin  | 6,63 |
| 4       | Nikołaj Kolesnikow | 6,65 |
| 5       | Andriej Szlapnikow | 6,66 |
| 6       | Gianfranco Lazzer  | 6,75 |